# Schloss Ränkam

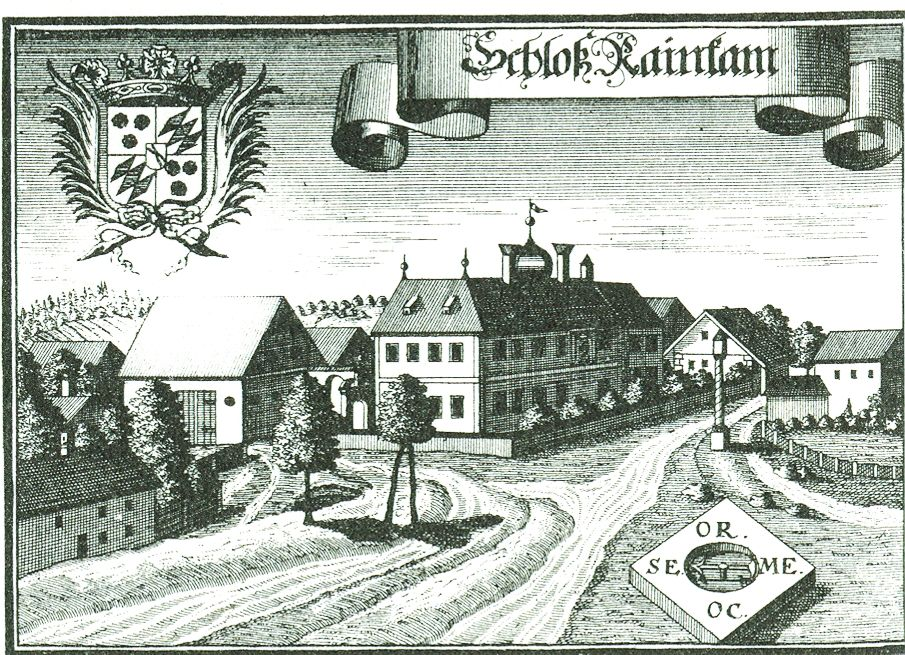
Schloss Ränkam (Rainkam) nach einem Stich von Michael Wening von 1721

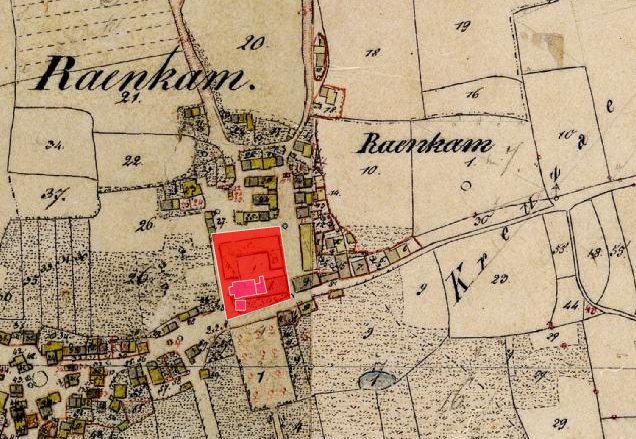
Lageplan von Schloss Ränkam auf dem Urkataster von Bayern

Das Schloss Ränkam befand sich im gleichnamigen Gemeindeteil Ränkam der Oberpfälzer Stadt Furth im Wald im Landkreis Cham von Bayern (Hauptstraße 28). Reste des Schlosses sind in die Dreifaltigkeitskirche und das Benefiziatenhaus einbezogen. „Archäologische Befunde der frühen Neuzeit im Bereich des ehem. Schlosses von Ränkam“ werden als Bodendenkmal unter der Aktennummer D-3-6742-0037 geführt.

## Geschichte
Ränkam wird 1224 erstmals urkundlich erwähnt. Der Name der Ortschaft wechselte von Raeichaim (1240), Reincheim (1270), Ranckham (1434), Ränckheym (1651), Ränckhamb bis zum heutigen Ränkam (1851).
Als Hofmark wird Ränkam erst in der von 1570 stammenden Landtafel geführt. Offensichtlich wurde diese Hofmark durch eine Aufteilung von Arnschwang in der Familie der  Fuchs gebildet. Im Steuerbuch von 1577 werden Ränkam, Ried (bei Gleißenberg), Döbersing und Reisach (letztere sind heut Ortsteile der Gemeinde Weiding) als Pertinenzen der Hofmark Arnschwang des Hans Christoph Fuchs aufgezählt. 1594 verkauft Christoph Albrecht Fuchs das Gut an seine Schwester, die Witwe des Ludwigs von Eyb. Der mit einer Nothafft verheiratete Hans Wilhelm Fuchs tauscht von der Witwe die Hofmark gegen das Gut Püdensdorf wieder ein. 1631 ist Hans Albrecht von Dandorff hiesiger Besitzer. 1636 ist ein Prozess um Rainkam zwischen Hans Heinrich Nothafft zu Wiesenfelden und dem Hans Albrecht von Dandorff vor dem Landgericht Cham anhängig. In der Zwischenzeit sitzt Hans Christoff Fuchs auf dem Gut. Dieser kann wegen eines Verzichts des Nothaffts auch weiter hier im Besitz bleiben. Danach muss Rainkam an einen Franz Großschedel übergegangen sein. Von diesem erwirbt Johann Christian von und zu Hautzenberg die Hofmark. Dessen Sohn veräußert sie 1702 zuerst an Franz Siegmund von Reisner, dann aber an Johann Baptist Walser von Syrenburg, Pfleger und Grenzhauptmann zu Fürth. Auf dem Kaufweg folgt 1709 Maximilian Philipp von Wildenau und 1715 der Reichsgraf Johann Nepomuk von Törring-Jettenbach. Diesem folgt Maximilian Prokop von Toerring-Jettenbach nach. Dieser war Herr auf Falkenstein, Arnschwang und Ränkam und wurde für seine Verdienste als Oberstsilberkämmerer von Kaiser Karl VII. Albrecht zum Geheimen Rat ernannt und durch Kurfürst Max III. Joseph 1761 zum wirklichen Geheimen Rat.
1801 erwirbt Freiherr von Völderndorff-Warade auf Kolmberg die Hofmark. Er bringt 1815 den Antrag auf ein Patrimonialgericht II. Klasse zusammen mit Arnschwang und Kolmberg ein. 1821 genehmigt ihm das Innenministerium die Bildung eines Patrimonialgerichts I. Klasse. 1826 wird Ränkam durch den Anwalt der Gläubiger des vorigen Besitzers verwaltet. 1832 wird Ränkam samt Gerichtsbarkeit von Staat erworben und die dazugehörigen Grundstücke werden an Landwirte verkauft. Der Ort wurde eine Patrimonial-Gemeinde mit den Orten Ränkam, Rußmühle, Kühberg, Waradein, Deglberg, Ziegelhütte, Ried und Grabitz. Im Zuge der Gebietsreform schloss sich die Gemeinde Ränkam am 1. Januar 1972 der Stadtgemeinde Furth im Wald an.

## Schloss Ränkam einst und jetzt
Wie man auf dem Stich von Michael Wening von 1720 sehen kann, war das Schloss ein an der Straße stehender zweigeschossiger Bau mit einer Putzgliederung. Das Schloss war von einem einfachen Holzzaun umschlossen. Dahinter ist ein Zwiebelturm zu erkennen, wobei nicht klar ist, ob dieser zu dem Schloss oder zu der früheren Schlosskirche gehört. Vor dem Schloss steht eine auffällig gedrehte Laternensäule. Daneben sind landwirtschaftliche Gebäude zu erkennen, wobei ein Bogentor zu dem Schlosshof führt.

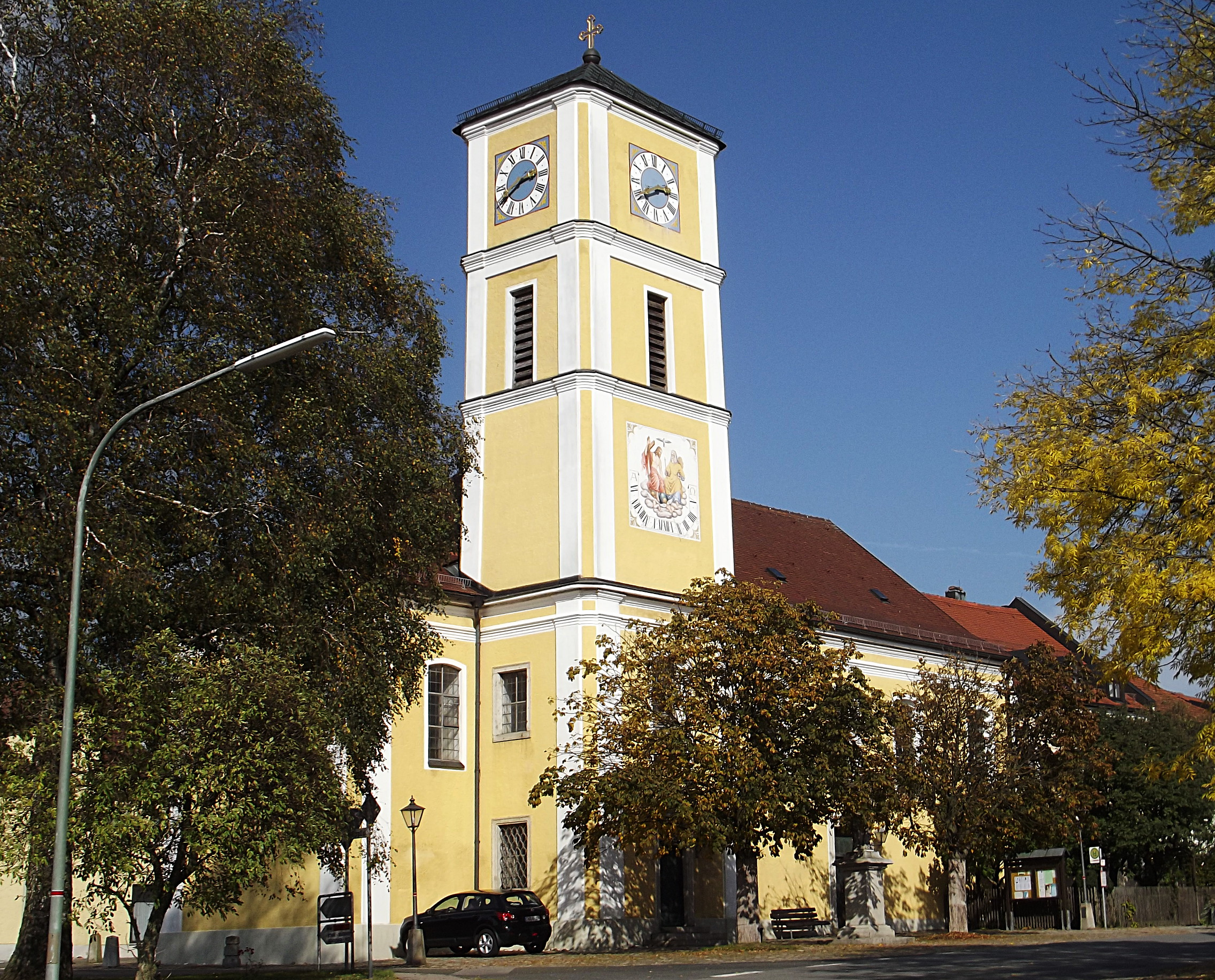
Kirche Dreifaltigkeit in Ränkam

Heute sind noch Teile des Schlosses in dem Benefiziatenhaus von Ränkam erhalten. Auch die Katholische Kirche Dreifaltigkeit enthält Teile des ehemaligen Schlosses, so ist der Chor der Kirche die ehemalige Schlosskapelle. Diese wurde unter Johann Christoph von und zu Hauzenberg 1686 gebaut, das gestiftete Simplex Beneficium stammt von 1726. Die Kirche wurde 1860 unter Benutzung eines Teiles des alten Schlosses umgebaut und erweitert. Der jetzige Altarraum stammt aus dem 18. Jahrhundert, das östlich gelegene Langhaus ist ein moderner Bau.